# Rikke Solberg
Rikke Solberg, née le 6 février 1971 à Silkeborg, est une ancienne handballeuse internationale danoise qui évoluait au poste de demi-centre.
Elle est championne d'Europe en 1994.

## Palmarès

### En sélection nationale
championnats du monde
- finaliste du championnat du monde 1993
- troisième du championnat du monde 1995

championnats d'Europe
- vainqueur du championnat d'Europe 1994

### En club
compétitions internationales
- vainqueur de la coupe EHF en 1999 (avec Viborg HK)

compétitions nationales
- championne du Danemark en 1999 (avec Viborg HK)